# قاسم كندي
قاسم‌ كندي هي قرية في مقاطعة كليبر، إيران. عدد سكان هذه القرية هو 52 في سنة 2006.